# قائمة السلاطين الجلائريين
سَلاطينُ الدَّولَة الجَلائريَّة، هم مجموعة السَّلاطين المَغول المُسلمين الشّيعَة مِن آل جَلائر الذين أسسوا دولَة امتدت أراضيها مِن العراق وأذربيجان إلى غَرب فارس (إيران حاليًا). دام حُكمهم من عام 1335 للميلاد الموافق 756 للهجرة حتى عام 1432 للميلاد الموافق 853 للهجرة.

## قائمة السلاطين
|     | الحاكم                                      | بداية الحكم  | النهاية      |
| --- | ------------------------------------------- | ------------ | ------------ |
| 1   | الشيخ حسن بزرك، تاج الدين                   | 1336 للميلاد | 1356 للميلاد |
| 2   | الشيخ أويس جلائر، مُعزّ الدنيا والدين         | 1356 للمیلاد | 1374 للميلاد |
| 3   | جلال الدين الشيخ حسن بن أويس جلائر          | 1374 للميلاد | نفس العام    |
| 4   | غياث الدين الشيخ حسين بن أويس جلائر         | 1374 للميلاد | 1382 للميلاد |
| 5   | الشيخ بايزيد جلائر                          | 1382 للميلاد | 1384 للميلاد |
| 6   | السلطان أحمد بن أويس جلائر                  | 1382 للميلاد | 1410 للميلاد |
| 7   | شاه ولد جلائر بن الشيخ علي جلائر            | 1410 للميلاد | 1411 للميلاد |
| 8-1 | محمود بن شاه ولد جلائر (فترة الحُكم الأولى)  | 1411 للميلاد | نفس العام    |
| 9   | أويس بن شاه ولد جلائر                       | 1411 للميلاد | 1421 للميلاد |
| 10  | محمد بن شاه ولد جلائر                       | 1421 للميلاد | نفس العام    |
| 8-2 | محمود بن شاه ولد جلائر (فترة الحُكم الثانية) | 1421 للميلاد | 1425 للميلاد |
| 11  | حسين بن علاء الدولة بن السلطان أحمد جلائر   | 1425 للميلاد | 1432 للميلاد |

## شجرة الحكم

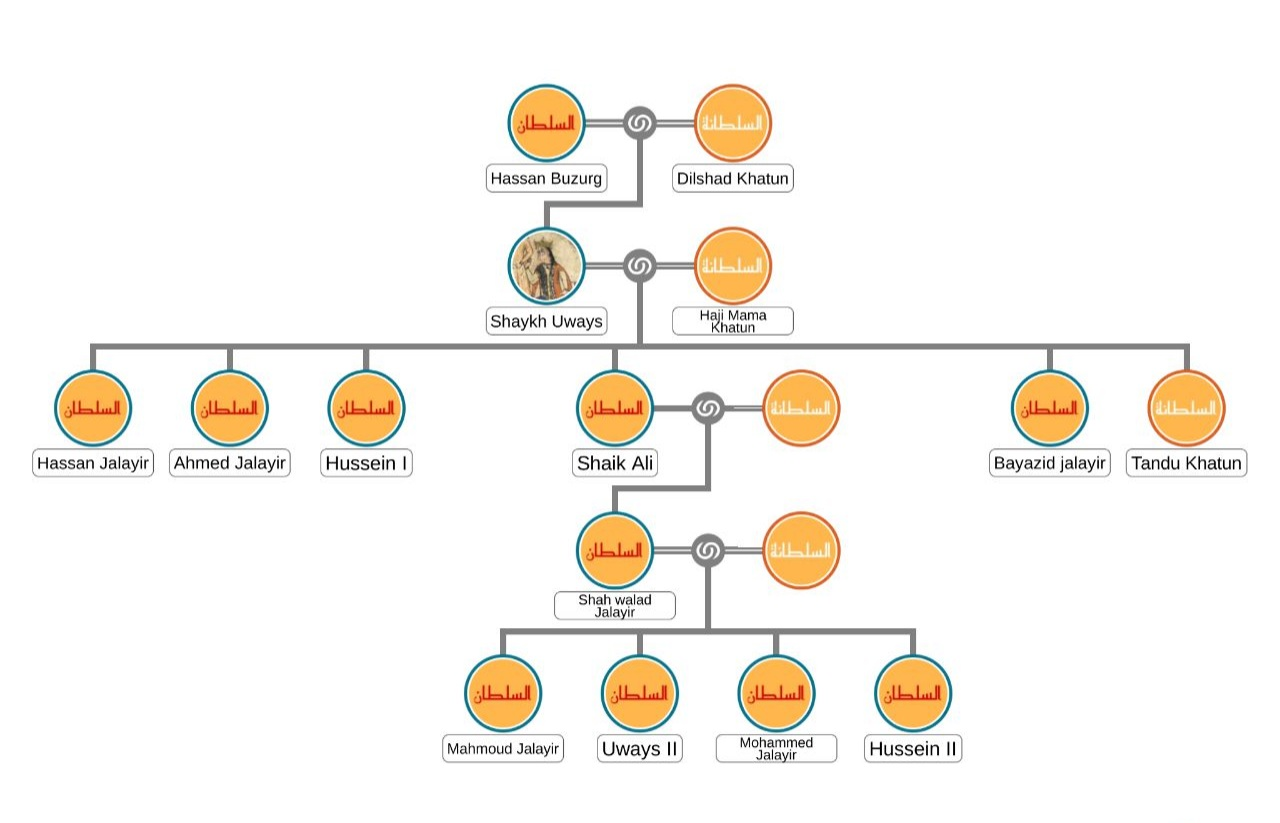
سلاطين الدولة الجلائرية مع نسبة كلٍ إلى أبيه.